# 杨亮才
杨亮才（1933年—），笔名阿亮、刘青，男，白族，云南洱源人，中国民间文艺学家，中国民间文艺出版社原社长兼总编辑，中国民间文艺家协会常务理事。